# AmigaOS
AmigaOS är det operativsystem som normalt sett används i Amiga-datorer. Operativsystemet bygger på användandet av en mikrokärna kallad Exec som klarar av att hantera tidsdelad multikörning.

## Komponenter i AmigaOS
Fram till version 3.5 levererades AmigaOS alltid i två delar, Kickstart och Workbench.
Kickstart är bootstrap-ROM:en. Förutom koden för att starta datorn innehåller Kickstart även stora delar av operativsystemet, såsom Intuition (Amigans bibliotek för det grafiska gränssnittet) och Exec (mikrokärnan).
Workbench är det grafiska skalet i AmigaOS. Som namnet antyder används en arbetsbänk som metafor till skillnad från den vanligare skrivbordsmetaforen. Därför används också ”lådor” istället för ”mappar” och ”verktyg” som en metafor för program.
Varje version av Kickstart är bunden till en viss version av operativsystemet, så användare bör alltid starta Workbench 2.0 på en dator med Kickstart 2.0. Det är möjligt att starta inkorrekta versioner men med vissa problem. Undantaget är Workbench 2.1, som fungerar med Kickstart 2.04. Version 3.5 och 3.9 använder Kickstart 3.1 och laddar in ROM-uppdateringar vid uppstarten.

## Versioner av AmigaOS
AmigaOS har två parallella system för versionsnummer: ett för slutanvändaren som är uppdelat i större och mindre revisioner åtskilda av en eller flera punkter (ex: 1.3.1) samt ett löpande system som används främst av programmerare. Version 1.3 heter därmed också V37, medan OS 2.0 benämns V38.

### Kickstart/Workbench 1.0, 1.1, 1.2, 1.3
1.x-versionerna är originalimplementationen av AmigaOS. De har, i grundinställningen, ett distinkt blått och orange färgschema som var designat för att ge hög kontrast även på dåliga TV-skärmar. 1.1 består mestadels av buggfixar. Version 1.0 och 1.1 distribuerades enbart på disketter för Amiga 1000.
Version 1.2 och 1.3 är de första som sattes in i ROM men var även tillgängligt på diskett för Amiga 1000-användare. Dessa versioner distribuerades i ROM för A500, A1500, CDTV (enbart 1.3) och A2000. Version 1.2 av Kickstart korrigerade många buggar vilket förbättrade stabiliteten, och lade till stöd för AutoConfig för automatisk konfiguration av expansionskort. Version 1.3 har bland annat ett snabbare filsystem för hårddiskar, förbättrad kommandotolk och fler extraprogram. Version 1.3 har även stöd för att starta på andra enheter än diskett, till exempel hårddisk och RAD-disk.

### Kickstart/Workbench 1.4
Kickstart/Workbench 1.4 är egentligen inget annat än en funktion för att ladda en ROM-fil på hårddisken till RAM-minnet på tidiga A3000 som inte hade någon ROM-krets på moderkortet. Mycket praktiskt då man lätt kan byta ROM-filen på hårddisken istället för att byta själva ROM-kretsen.
Levererades med Kickstart/Workbench 2.04 eller 3.1 (se nedan).

### Kickstart/Workbench 2.0, 2.05, 2.1
Kickstart/Workbench 2.0 introducerade många stora framsteg i operativsystemet. Workbench har ett grått och ljusblått färgschema istället för det blåa och orangea färgschemat från tidigare versioner, och är inte längre bundet till upplösningarna 640*256 (PAL) och 640*200 (NTSC). Stora delar av systemet förbättrades för att göra framtida expansioner enklare.
2.x såldes ihop med A500+ (2.04), A600 (2.05), A3000 och A3000T. Workbench 2.1 är sista versionen i serien, och släpptes enbart som en mjukvaruuppgradering. Eftersom 2.1 enbart uppgraderar mjukvaran finns det ingen Kickstart 2.1 ROM.

### Kickstart/Workbench 3.0, 3.1
3.x är ännu en stor uppdatering.
3.x inkluderar bland annat ett universalt datasystem, kallat datatyper, som gör att program kan ladda bilder, ljud och text i format de inte förstår direkt själva genom standardplugins.
3.0 levererades ihop med A1200, A4000 och A4000T, och fungerade bara på dessa. Senare levererades dessa med version 3.1, som även såldes som uppgradering till tidigare modeller. CD32 är ett specialfall som innehåller mycket av Commodores senaste kod och specialanpassningar för CD-ROM.

### AmigaOS 3.5/3.9
Efter att Commodore gått i konkurs, och rättigheterna för varumärket Amiga gått till ett annat företag, sålde detta företag en licens till Haage & Partner för att låta dem uppdatera operativsystemet. Med uppdateringen började operativsystemet benämnas AmigaOS istället för de separata delarna Kickstart och Workbench.
Uppdateringarna inkluderar:
- Cd-filsystemsstöd som standard.
- Distribution på cd istället för diskett.
- TCP/IP-stack, webbläsare och epostklient.
- Stöd för hårddiskar som är större än 4 gigabyte.

### AmigaOS 4
AmigaOS 4 är det operativsystem som normalt sett körs på AmigaOne. Det använder precis som tidigare versioner av AmigaOS en mikrokärna. AmigaOS 4 är utvecklat av det belgisk-tyska företaget Hyperion Entertainment VOF under licens från Amiga Inc. Det är den första officiella uppdateringen sedan AmigaOS 3.9, och släpptes 24 december 2006. Den nya versionen gjordes tillgänglig för AmigaOne-hårdvara som däremot inte längre tillverkades vid denna tidpunkt. Vid släppet meddelade Hyperion dock att ytterligare information bör komma tidigt 2007 från tredjepartstillverkare om lämplig PowerPC-hårdvara för att köra AmigaOS 4.
Innehåller bland annat:
- Virtuellt minne
- CD/DVD-brännarstöd
- Förbättrat TCP/IP-stöd

### AmigaOS 3.1.4 och 3.2
Dessa uppdateringar utvecklades likt AmigaOS 4 av Hyperion Entertainment och släpptes år 2018-2023, det vill säga trots lägre versionnummer efter AmigaOS 4. Anledningen till detta är att dessa uppdateringar inte bygger på AmigaOS 4 även om de innehåller många tekniker och lärdomar därifrån. De är istället omstarter direkt på kodbasen Kickstart 3.1 av Commodore och fungerar därför till skillnad från AmigaOS 4 på samma system som Kickstart 3.1, alltså samtliga fr.o.m. Amiga 1000. Minneskravet är däremot 2 MB som en summa av Chip RAM och Fast RAM. I många fall är det möjligt att kombinera komponenter från AmigaOS 3.9 med dessa releaser.  Bland de främsta uppdateringarna är att dessa releaser stödjer hårddiskvolymer större än 4 GB, Motorola-processorer upp till och med MC68060, och många buggfixar genom systemet. 
| AmigaOS |
| Officiella versioner: 1.0/1.1/1.2/1.3 \| 1.4 \| 2.0, 2.05, 2.1 \| 3.0, 3.1 \| AmigaOS 3.5/3.9 \| AmigaOS 4 |
| Amigaliknande OS: AROS \| MorphOS                                                                          |